# Blood, Sweat & Beers!
Blood, Sweat & Beers! è il DVD esclusivo per membri fanclub degli Zebrahead. Contiene l'esibizione del gruppo registrata dal vivo l'8 agosto 2004 a Tokyo.

## Tracce
1. The Setup
2. Now Or Never
3. Are You For Real?
4. Hello Tomorrow
5. The Hell That Is My Life
6. Blur
7. I'm Money
8. Over The Edge
9. Alone
10. Wasted
11. Into You
12. Someday
13. Runaway
14. Wannabe (Spice Girls Cover)
15. Falling Apart
16. Rescue Me
17. Playmate Of The Year